# 1975 a filmművészetben

## Események
- március 4. – A 86 éves Charlie Chaplint II. Erzsébet angol királynő lovaggá üti.
- március 4. – A francia kormány a filmcenzúra megszüntetését javasló törvénytervezetet terjeszt elő.
- április 5.  – Georges Cravanne bejelenti a francia César-díj megalapítását.
- augusztus 27. – Egy római stúdióból ellopnak 86 tekercset, köztük Federico Fellini számos alkotását.
- szeptember 30. – a francia parlament elfogadja azt a törvényt, melyben 1976-tól különadót vet ki a pornográf filmekre.
- szeptember 10. – Elizabeth Taylor és Richard Burton másodjára is házasságot köt.
- Jankovics Marcell rajzfilmjét, a Sisyphus-t Oscar-díjra jelölik

## Sikerfilmek
1. Cápa (Jaws) – főszereplő Roy Scheider, Robert Shaw és Richard Dreyfuss
2. Száll a kakukk fészkére – rendező Miloš Forman
3. Sampon (Shampoo) – főszereplő Warren Beatty, Julie Christie, Goldie Hawn, rendező Hal Ashby
4. Funny Lady – rendező Herbert Ross
5. A rózsaszín párduc visszatér (The Return of the Pink Panther) – rendező Blake Edwards
6. Tommy – rendező Ken Russell

## Magyar filmek
- Bódy Gábor – Amerikai anzix
- Lugossy László – Azonosítás
- Kovács András – Bekötött szemmel
- Maár Gyula – Déryné, hol van?
- Bacsó Péter – Ereszd el a szakállamat!
- Rényi Tamás – Az idők kezdetén
- Gábor Pál – A járvány
- Zsombolyai János – A kenguru
- Csányi Miklós – Kenyér és cigaretta
- Palásthy György – Kopjások
- Kabay Barna – Legenda a nyúlpaprikásról
- Edelényi János: II. Richárd
- Málnay Levente: Százéves asszony

## Fesztiválok
Oscar-díjak 
- Legjobb film: A Keresztapa II.
- Legjobb rendező:Francis Ford Coppola
- Legjobb férfi főszereplő: Art Carney – A macskás öregúr
- Legjobb női főszereplő: Ellen Burstyn – Aliz már nem lakik itt
- Legjobb külföldi film: Amarcord – Federico Fellini

1975-ös cannes-i filmfesztivál
Berlini Nemzetközi Filmfesztivál június 27. – július 8.
- Arany Medve: Örökbefogadás – Mészáros Márta
- Legjobb rendező: Szergej Szolovjov  – Száz nap a gyermekkor után
- Férfi főszereplő: Vlastimil Brodsky – Hazudós Jakab
- Női főszereplő: Tanaka Kinujo – Szandakan 8
- A zsűri különdíja: Overlord – Stuart Cooper

Velencei Nemzetközi Filmfesztivál
1969–1978 között nem adtak ki díjakat

## Filmbemutatók
- Aaron Loves Angela – rendező Gordon Parks Jr.
- Francia kapcsolat II. – rendező John Frankenheimer
- Sherlock Holmes legkedvesebb bátyjának kalandja – rendező Gene Wilder
- Aliz már nem lakik itt – rendező Martin Scorsese
- A Napsugár-fiúk – rendező Herbert Ross
- Rocky Horror Picture Show – rendező Jim Sharman
- Várva várt szerelem – rendező Peter Bogdanovich
- Rollerball – rendező Norman Jewison
- A szél és az oroszlán – rendező John Milius
- Lisztomania – rendező Ken Russell
- Mahogany – rendező Berry Gordy
- A bűn története – rendező Walerian Borowczyk
- A Keselyű három napja – rendező Sydney Pollack
- Félelem a város felett – rendező Henri Verneuil
- Adèle H. története – rendező François Truffaut
- Gyalog galopp – rendező Terry Gilliam és Terry Jones
- Barry Lyndon – rendező Stanley Kubrick
- Isten veled, kedvesem! – rendező Dick Richards
- Kánikulai délután – rendező Sidney Lumet
- Nashville – rendező Robert Altman
- Derszu Uzala – rendező Kuroszava Akira
- Kincs ez a nő! – rendező Mike Nichols
- A sáska napja – rendező John Schlesinger
- A Vadnyugat szíve – rendező Howard Zieff
- A nagy Waldo Pepper – rendező George Roy Hill
- Hester utca – rendező Joan Micklin Silver
- Sötét utcák – rendező Robert Aldrich
- Tisztes honpolgárok – rendező Luigi Zampa
- Katharina Blum elveszett tisztessége – rendező Volker Schlöndorff és Margarethe von Trotta
- Szerelem és halál – rendező Woody Allen
- Aki király akart lenni – rendező John Huston
- Milestones – rendező John Douglas és Robert Kramer
- Kettes szám – rendező Jean-Luc Godard
- Foglalkozása: riporter – rendező Michelangelo Antonioni
- Salò, avagy Szodoma 120 napja – rendező Pier Paolo Pasolini
- Piknik a függő szikláknál – rendező Peter Weir
- A második utca foglyai – rendező Melvin Frank
- Rancho Deluxe – rendező Frank Perry
- Egy romantikus angol nő – rendező Joseph Losey
- Királyi játszma – rendező Richard Lester
- Smile – rendező Michael Ritchie
- A stepfordi feleségek – rendező Bryan Forbes
- Ledérek – rendező Jack Hill
- Jakuzák – rendező Sydney Pollack
- Tükör – rendező Andrej Tarkovszkij

## Születések
- január 3. – Danica McKellar színésznő
- február 22. – Drew Barrymore színésznő
- június 4. – Angelina Jolie színésznő
- augusztus 7. – Charlize Theron színésznő
- október 5. – Kate Winslet színésznő
- november 19. – Sushmita Sen színésznő
- december 19. – Csányi Sándor színész
- december 27. - Heather O’Rourke amerikai színésznő

## Halálozások
- január 9. – Pierre Fresnay színész
- január 24. – Larry Fine színész
- január 27. – Bill Walsh producer és író
- március 7. – Ben Blue színész
- március 14. – Susan Hayward színésznő
- április 3. – Mary Ure színésznő
- április 10. – Marjorie Main színésznő
- április 13. – Larry Parks színész
- április 14. – Fredric March színész
- április 15. – Richard Conte színész
- május 4. – Moe Howard színész
- június 4. – Evelyn Brent színésznő
- október 31. – Joseph Calleia színész
- november 2. – Pier Paolo Pasolini rendező
- november 5. – Annette Kellerman némafilmszínésznő
- december 24. – Bernard Herrmann zeneszerző